# 馬溫島
馬溫島是克羅地亞的島嶼，位於亞得里亞海，由扎達爾縣負責管轄，長9公里，面積8.5平方公里，海岸線長度23.91公里，最高點海拔高度64米，島上無人居住。
44°25′34″N 14°55′26″E / 44.426°N 14.924°E